# おうし座21番星
おうし座21番星は、おうし座の恒星でプレアデス星団に属している。

## 固有名
固有名アステローペ (Asterope) は、ギリシャ神話に登場するプレイアデスの一人の名前に因んでいる。おうし座21番星だけでなく、おうし座21番星とおうし座22番星の2つの恒星を指すこともあったが、2016年8月21日、国際天文学連合の恒星の固有名に関するワーキンググループは、Asterope をおうし座21番星の固有名として正式に承認した。
どちらもプレアデス星団に属しており、地球からは、21番星と22番星は2.4′離れて見える。
別名のステローペ (Sterope) も同じ由来である。

## 画像

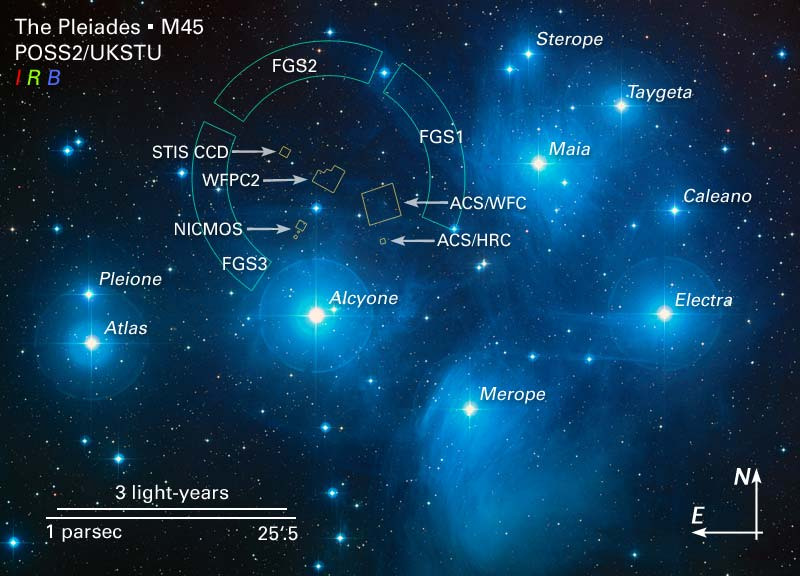
プレアデス星団での位置
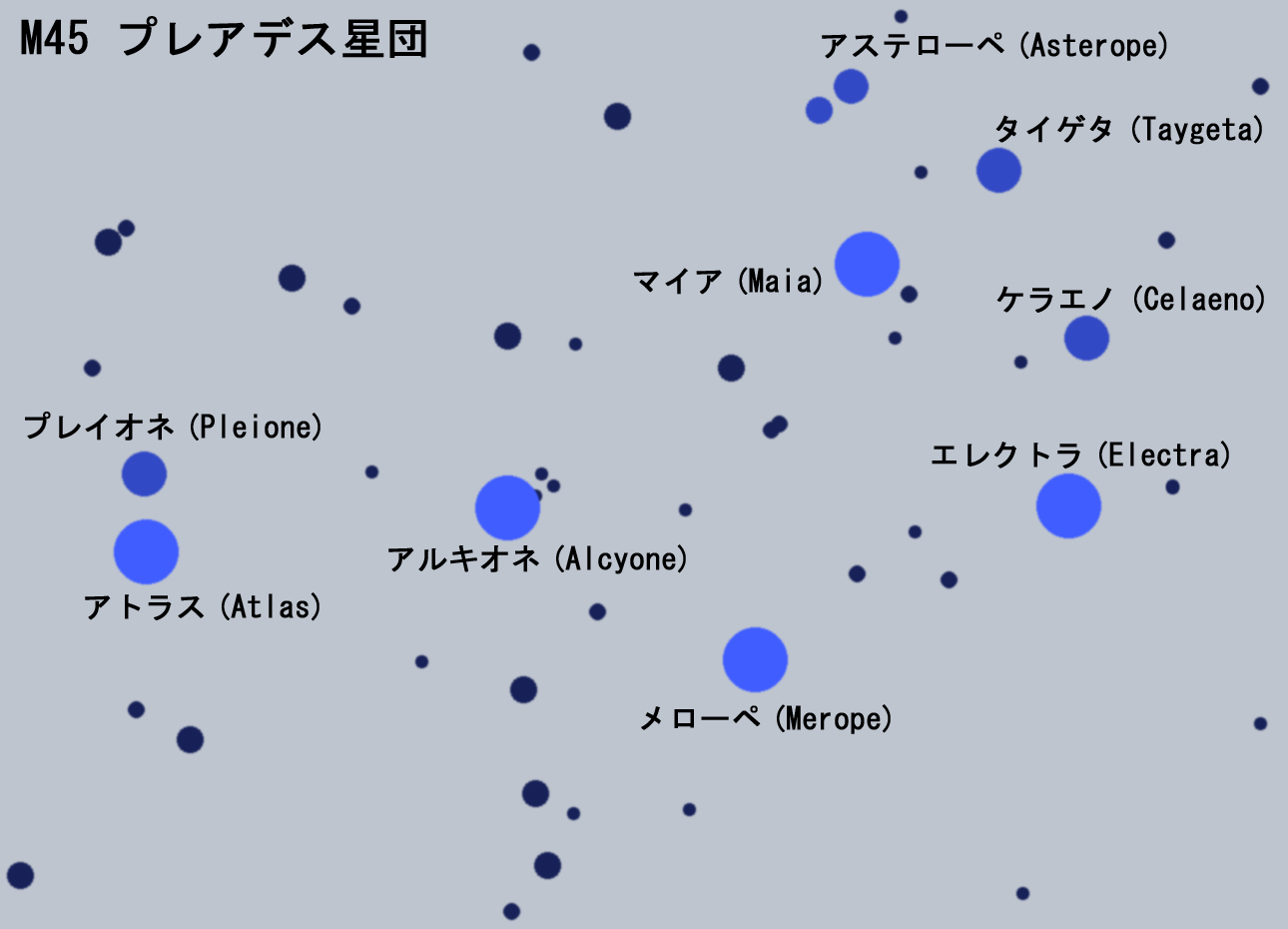
プレアデス星団の構成